# Al-Azíz Júszuf egyiptomi szultán
Al-Azíz Júszuf, azaz Dzsamál ad-Dín Abú l-Muhászin ibn al-Asraf Barszbáj (1424 k. – ?) al-Asraf Barszbáj fia, az egyiptomi burdzsí (cserkesz) mamlúkok tizedik szultánja volt (uralkodott 1438. június 7-étől szeptember 9-éig). Teljes titulusa al-Malik al-Azíz, melynek jelentése „a hatalmas király”. 
Mint minden sikeres mamlúk uralkodó, Barszbáj is csak egy téren vallott kudarcot: nem tudott dinasztiát alapítani. 1438 júniusában hunyt el, és néhány héttel halála előtt tizennégy esztendős fiát, Júszufot jelölte ki örököséül a kalifa, a négy vallásjogi iskolát (madzhab) vezető főbírók és az előkelőségek jelenlétében. Az ünnepélyes bejelentésnek ugyanannyi haszna volt, mint minden korábbi, hasonló aktusnak: a kiskorú al-Azíz Júszufot négy hónap hatalmi harcot követően letették, és ismét – utolsó előttiként a sorban – Barkúk szultán egy mamlúkja, Dzsakmak az-Záhirí (Csakmak) vette át a hatalmat.